# Vivian Inés Urdaneta Rincón
Vivian Inés Urdaneta Rincón (ur. 8 czerwca 1979 w Maracaibo) – Wenezuelka, Miss International w 2000 roku. Uroczystość odbyła się 4 października w Koseinenkin Kaikan Hall w Tokio.